# 221P/LINEAR
221P/LINEAR, komet Jupiterove obitelji